# Lentes de Visby

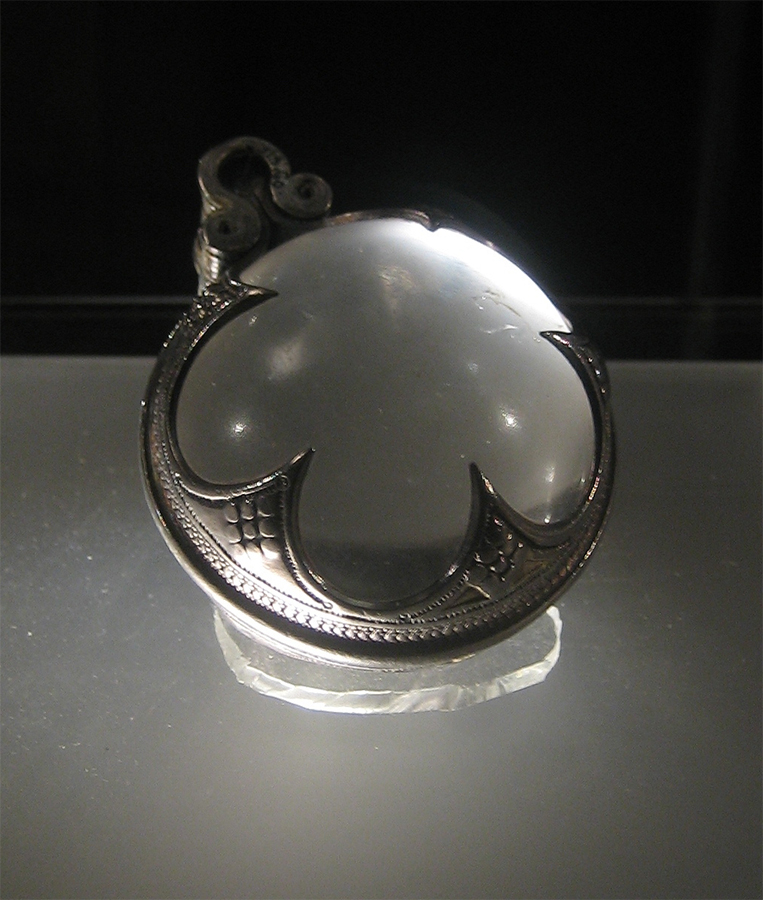
Una de las lentes Visby en un engaste de plata

Las lentes de Visby son una colección de objetos manufacturados con forma de lente hechos de cristal de roca (cuarzo) que se encontraron en varias tumbas vikingas de la isla de Gotland (Suecia) y que datan del siglo XI o XII. Algunas tenían monturas de plata con filigranas, que cubrían la parte posterior de la lente, y probablemente se utilizaban como joyas; se ha sugerido que las propias lentes son mucho más antiguas que sus monturas. Algunas de estas lentes pueden verse en el museo histórico de Fornsal, en Visby, mientras que otras se encuentran en el Museo Nacional de Suecia, en Estocolmo y otras se han perdido a lo largo de la historia.
Según informó Otto Ahlström en 1950, la mayoría tienen superficies asféricas. Las mejores lentes tienen una baja aberración esférica, lo que indica que el perfil de su superficie fue optimizado para mejorar la calidad de la imagen. Sin embargo, la mayoría de las lentes no muestran ningún signo de optimización y producen peores imágenes que una simple lente esférica.

## Descripción

Lente asférica medida por Karl-Heinz Wilms

Las lentes son biasféricas y dos de ellas tienen muy buenas propiedades de imagen. Su superficie parece una elipse oblata, mientras que la superficie más cercana al ojo se aproxima a una parábola.
El mejor ejemplo de las lentes mide 50 mm (2,0 pulgadas) de diámetro y tiene un grosor de 30 mm (1,2 pulgadas) en su centro, con una resolución angular de 25-30 μm.
Las lentes de Visby demuestran que los artesanos utilizaban sofisticadas técnicas de fabricación de lentes hace más de 1.000 años, en una época en la que los investigadores acababan de empezar a explorar las leyes de la refracción. Según Schmidt y sus colaboradores, está claro que los artesanos trabajaban por ensayo y error, ya que las matemáticas para calcular la mejor forma de una lente no se descubrieron hasta varios cientos de años después. Se ha sugerido que los conocimientos necesarios para fabricar dichas lentes estaban restringidos a unas pocas personas, y quizás a una sola.
Las excavaciones realizadas en Fröjel (Gotland) en 1999 descubrieron pruebas de la fabricación local de cuentas y lentes de cristal de roca, con piezas de cristal sin trabajar que coexisten con cuentas y lentes parcialmente acabadas. Antes de los hallazgos de Fröjel, se había sugerido que las lentes no habían sido producidas por los vikingos, ya que hay indicios de que fueron producidas en Bizancio o en Europa del Este. Se sabe que los vikingos de Gotland participaban en redes comerciales que llegaban hasta Constantinopla.

## Usos propuestos
Se han propuesto varios usos para las lentes. Es posible que los artesanos las utilizaran para ampliar sus trabajos, como piedras de lectura o para encender el fuego. Olaf Schmidt ha especulado con la posibilidad de que se utilizaran como parte de un telescopio.